# Polymele (Tochter des Phylas)
Polymele (altgriechisch Πολυμήλη Polymḗlē, deutsch ‚die Herdenreiche‘) ist eine Gestalt der griechischen Mythologie.
Laut Homer war Polymele die Tochter des Phylas aus Phthia, eines Myrmidonen. Sie war eine Dienerin der Artemis und im Reigen des Chores eine der schönsten Tänzerinnen. Bei ihrem Anblick anlässlich eines Festes für Artemis, an dem Polymele als Kulttänzerin teilnahm, verliebte sich Hermes in die schöne Sängerin, eilte nächtens in ihr Gemach und zeugte mit ihr den Eudoros, der einer der fünf Heerführer der Myrmidonen im Trojanischen Krieg und im Kampf um die Schiffe der Griechen von Pyraichmes getötet werden sollte.
Nach der Geburt des Eudoros heiratete Polymele den Echekles, Sohn des Aktor, der sie in seine Heimat mitnahm, während Eudoros von seinem Großvater Phylas wie ein eigener Sohn geliebt und erzogen wurde.
Wie ihr Sohn Eudoros, „der Geber guter Gaben“, fügt sich auch die „herdenreiche“ Polymele in den Rahmen der vielgestaltigen Hermesverehrung, der insbesondere auch als Herdengott gesehen wurde.